# Zancani
Gli Zancani (talvolta anche Zancan) furono una famiglia patrizia veneziana, annoverata fra le cosiddette Case Nuove.

## Storia
Secondo la tradizione, gli Zancani si trasferirono a Venezia da Roma, certamente in epoca antichissima, dato che produsse antichi tribuni. 
Alla serrata del Maggior Consiglio, nel 1297, furono ascritti al patriziato veneto. Sono ricordati particolarmente per essere stati fondatori della chiesa di San Stefano Confessore, conosciuta come chiesa di San Stin a San Polo, fatta edificare nel 1201 da Gregorio Zancani, nobile di Candia e patrizio veneto. Alcune cronache riportano un Andrea Zancani, «famoso nelle scienze militari», podestà di Ravenna e, nel 1284, capitano generale delle armate venete contro Ferrara.
Il casato si estinse nel 1502 in un Antonio Zancani che fu governatore di Modone.

## Luoghi e architetture
- Palazzo Zancani, a Vescovana.

Si ricordano, inoltre, il Ponte Zancani e Calle Zancani nel sestiere Cannaregio.